# Mejeri

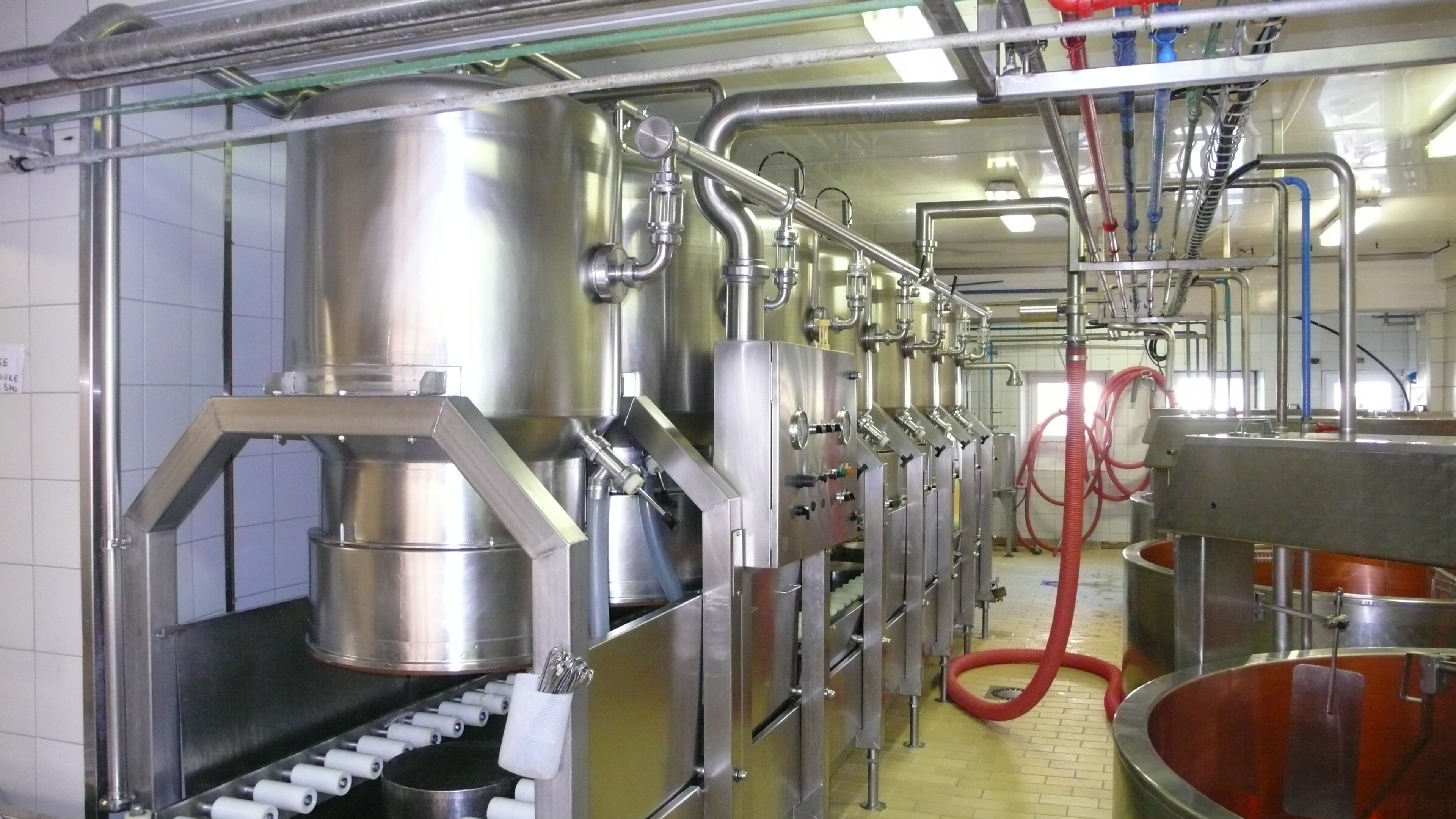
Interiör från ett mejeri i Fontain, Frankrike.

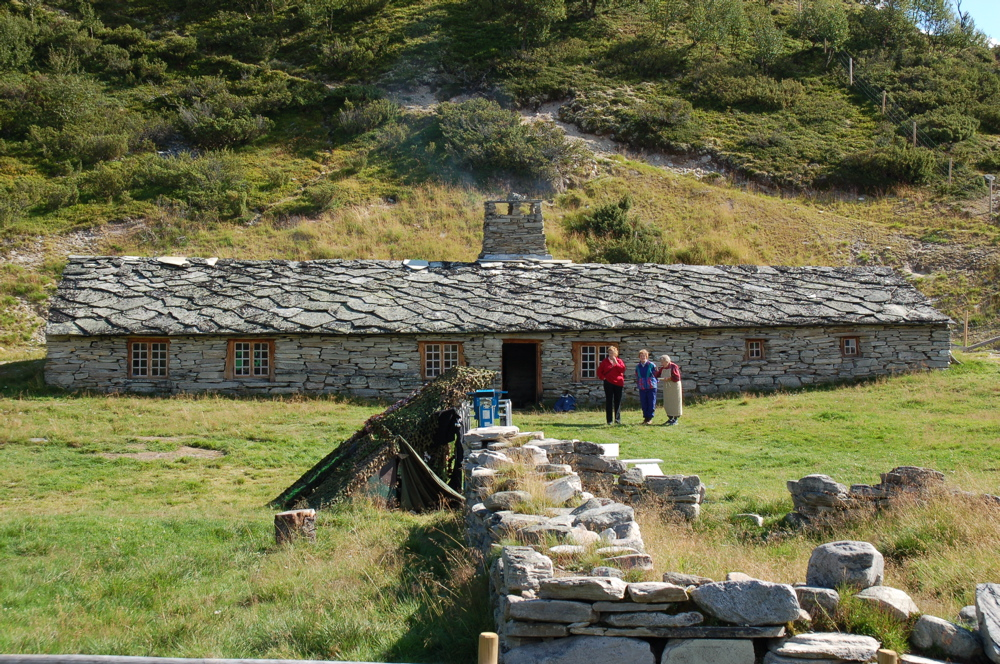
Rausjødalens mejeri, Norge.

Ett mejeri är en fabrik där mjölk förädlas till i första hand livsmedelsprodukter. I proceduren ingår separering, pastörisering, standardisering och homogenisering. Mjölk kan i ett mejeri förädlas till filmjölk, yoghurt, smör, grädde, ost, messmör och kvarg. Mjölken kommer oftast ifrån nötkreatur men mjölkens näringssammansättning har lett till att en rad djur används i samma syfte i andra länder för produktion av exempelvis getmjölk och buffelmjölk.
Mejeribranschen är ett av de områden som under det senaste århundradet rationaliserats. Förr tillverkade gårdarna själva olika produkter av sin egen mjölk men övergick sedan till att sälja mjölken till mejerier, som ofta fanns på bynivå. Dessa har sedermera slagits samman till allt större enheter. De långa transporter som storskaligheten innebär gör nedkylning nödvändig eftersom mjölken annars skulle förstöras av bakterier.
De största mejeriföretagen i Sverige är Arla, Falköpings Mejeri, Skånemejerier och Norrmejerier. Tidigare var landet strikt uppdelat mellan de olika mejeriföretagen som hade hand om var sin landsdel. Denna uppdelning håller dock mer och mer på att försvinna.
Svenska Mejeriernas Riksförening (SMR) grundades 1932 och gick i början av 2000-talet upp i branschföreningen Svensk Mjölk.

## Historik

Butiksskyltning av mejeriets produkter, 1948.

Mejerihantering har funnits så länge människor har mjölkat kor, getter, får, renar, lamor, kameler, hästar m.m. och förädlat mjölken till produkter som filmjölk, yoghurt, långfil, grädde, smör, mese, ost, kumys (airag) med mera. Däremot har det huvudsakligen gjorts på gårdsnivå med enkla metoder, då färsk mjölk och grädde inte kunnat transporteras några längre sträckor och krävt relativt snabb förädling innan den härsknat. Nya upptäckter inom transport, kylning och sterilisering medförde att mjölkförädlingen kunde ske i större skala. 
Hildemar Lidholm var den första som 1869 tog ångkraft till hjälp för att driva en kärna med ångkraft. På 1870-talet uppfanns separatorn vilket kom att rationalisera mejeridriften. Till en början drevs de större separatorerna vanligen av hästvandringar, men ersattes efterhand med maskinell drift.
Är 1871 grundade jordbrukaren och kaptenen Ridderbjelke Uppsala Mejeriaktiebolag. Det första mejeriet i Sverige sägs dock vara Västra Karups Mejeri som idag är nerlagt.
Utbildning av mejerskor tog sin början vid mejeriskolor under 1800-talets första hälft, men innan dess utbildades flickor av äldre mejerskor och arbetet gick ofta i arv. 
De personer som på sommaren "gick på vall" eller till en fäbod med mjölkdjur som kor, får och getter, utförde en komplett mejeriproduktion som till exempel tillverkning av smör, mese och ost vilket hämtades hem från vallen av gårdsfolket med jämna mellanrum. Av förklarliga skäl var man tvungen att förädla mjölken fullt ut eftersom den annars skulle ha surnat och blivit otjänlig. Någon annan kylkälla än en iskall fjällbäck eller jordkällare fanns inte att tillgå.

Vid 1900-talets början hade en mejerska en årslön på cirka 1000 kronor, vilket kan jämföras med sjuksköterskor som fick 600 kronor och lärarinnor vid (som det hette) idiothem endast fick 400 kronor. Det visar den särställning och uppskattning som mejerskorna hade och rönte vid den här tiden.

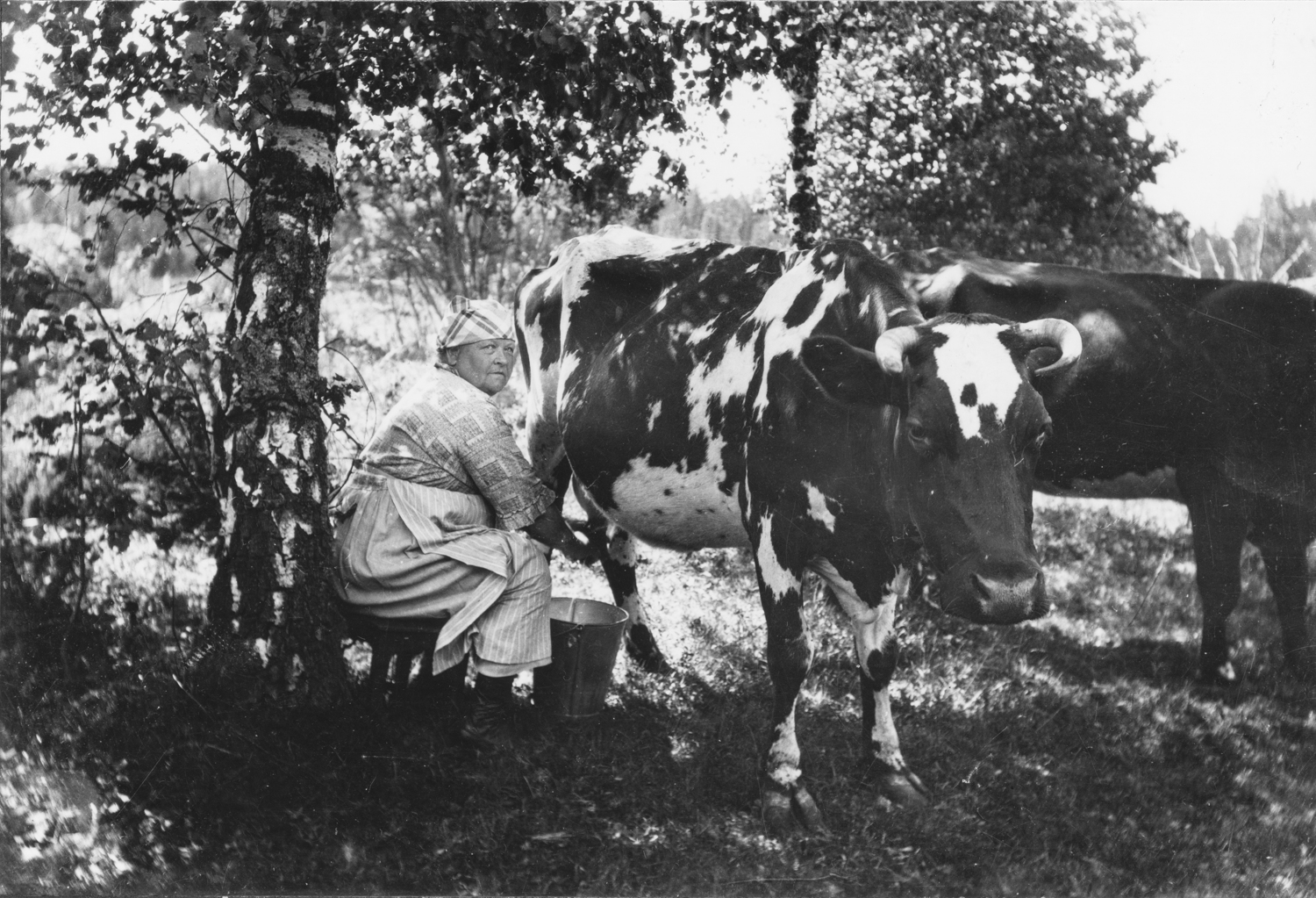
Kvinna mjölkar en ko på en åker, cirka 1930.
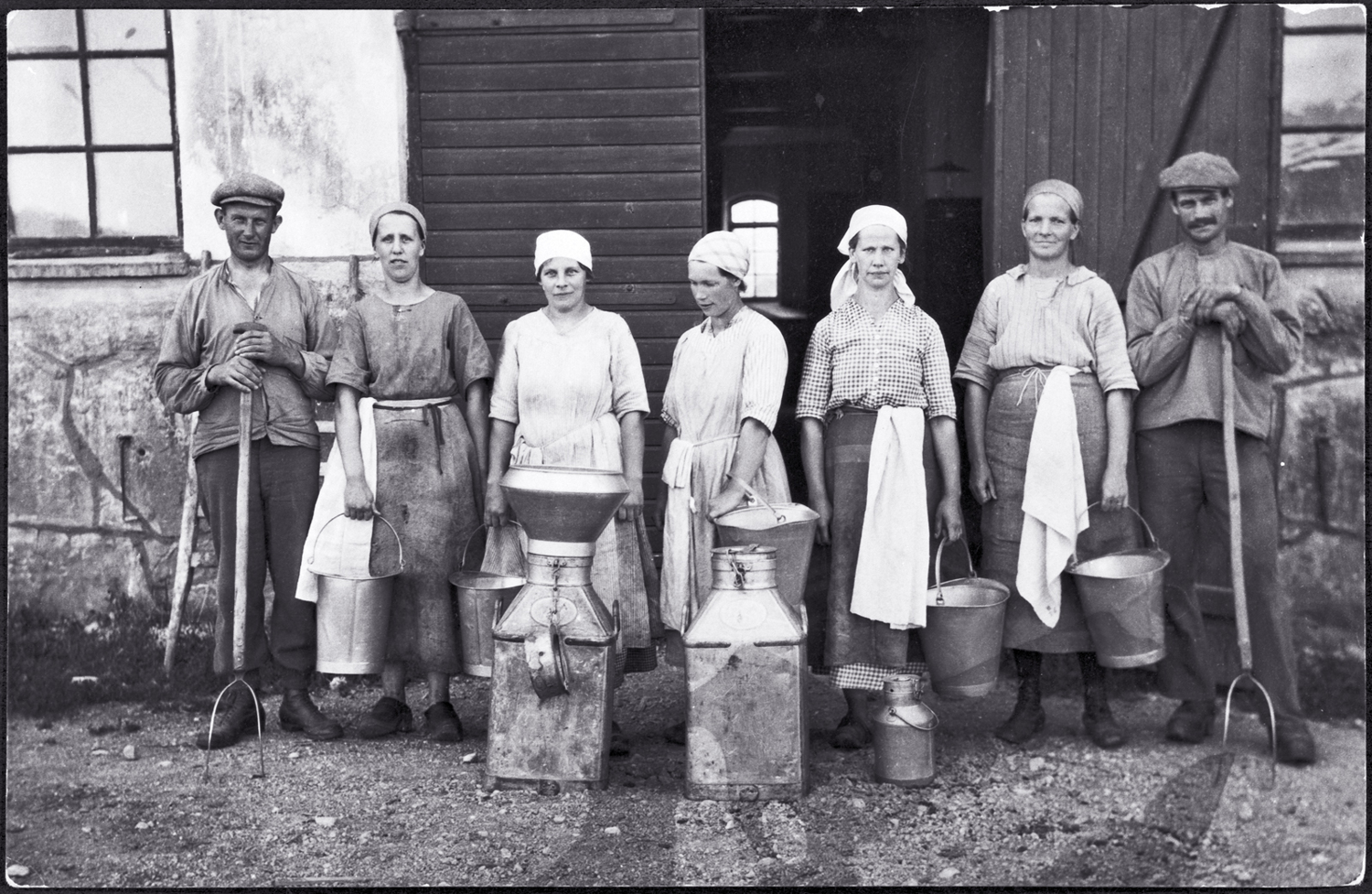
Statare och mjölkerskor med mjölkkannor vid ett mejeri, cirka 1925.
Kvinnliga arbetare i ett mejeri, runt 1900-tal.
Mjölkkörning med häst och vagn, 1910-tal.

## Svenska mjölk- och mjölkproduktanläggningar

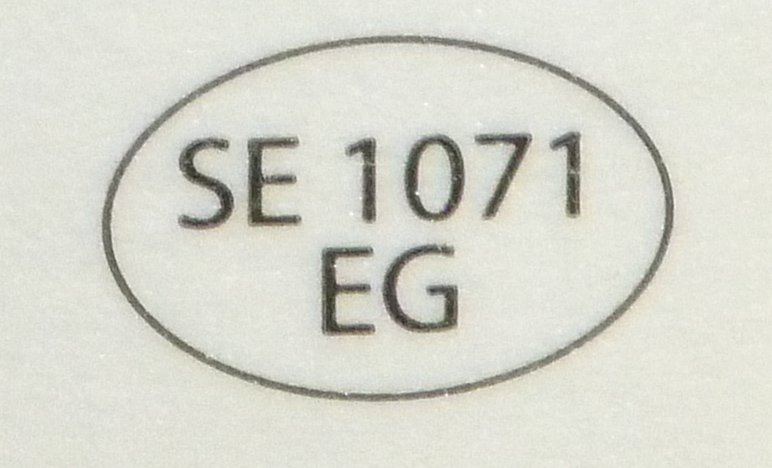
Exempel på producentmärkning av mejeriprodukt.

Alla svensktillverkade mjölkprodukter är i Sverige märkta med ett nummer som talar om vid vilket mejeri den är tillverkad i.
Detta är ett godkännandenummer som delats ut av Livsmedelsverket.
Även på av livsmedelskedjornas egna produkter kan man därför se vid vilket mejeri den är tillverkad, om den är tillverkad i Sverige.
Europeiska kommisionens lista över godkända svenska anläggningar i "Traces"